# Carlos Campos (político)
Carlos Campos (Barcelona, 30 de agosto de 1929 - Barcelona, 28 de junio de 2018) fue un político y sindicalista venezolano, que ocupó los cargos de Gobernador de Anzoátegui, presidente de la Asamblea Legislativa, Presidente del Consejo Legislativo como militante del Copei, el Partido Socialcristiano venezolano.
Campos padecía arritmia cardíaca desde 2012 y padecía graves problemas de salud desde 2016. Murió de estas mismas complicaciones cardíacas el 28 de junio de 2018. Su funeral se celebró en Funeraria Vallés en el Estado de Anzoátegui de Barcelona.